# 15 de Abril
15 de Abril är en ort i Mexiko.   Den ligger i kommunen Tuxtla Chico och delstaten Chiapas, i den sydöstra delen av landet, 900 km sydost om huvudstaden Mexico City. 15 de Abril ligger 442 meter över havet och antalet invånare är 188.
Terrängen runt 15 de Abril är kuperad åt nordväst, men åt sydost är den platt. Runt 15 de Abril är det tätbefolkat, med 397 invånare per kvadratkilometer. Närmaste större samhälle är Tapachula, 12,3 km sydväst om 15 de Abril. I omgivningarna runt 15 de Abril växer huvudsakligen savannskog.